# Phymatodes shareeae
Phymatodes shareeae là một loài bọ cánh cứng trong họ Cerambycidae.